# ألان ماكدوغال
ألان ماكدوغال هو سياسي أسترالي، ولد في 2 أغسطس 1857 في Pyrmont, New South Wales ‏ في أستراليا، وتوفي في 14 أكتوبر 1924 في Darlinghurst ‏ في أستراليا بسبب السكري. نشط حزبياً في حزب العمال الأسترالي. وقد انتخب عضو مجلس الشيوخ الأسترالي ‏ عن دائرة نيوساوث ويلز ‏ (16 ديسمبر 1922 – 14 أكتوبر 1924) وانتخب عضو مجلس الشيوخ الأسترالي ‏ عن دائرة نيوساوث ويلز ‏ (1 يوليو 1910 – 30 يونيو 1920).